# Cabauw
Cabauw est un village situé dans la commune néerlandaise de Lopik, dans la province d'Utrecht. Le 1er janvier 2004, le village comptait 690 habitants.

## Histoire
Jusqu'au 1er janvier 1821, Cabauw était situé en Hollande-Méridionale. Cabauw fut une commune indépendante jusqu'au 8 septembre 1857, date de son rattachement à la commune de Willige Langerak.